# 奥尔登堡号战列舰
奥尔登堡号战列舰是德意志帝国海军四艘黑尔戈兰级战列舰的末舰，以奥尔登堡大公国命名。它于1909年3月在但泽的碩效船厂进行龙骨架设，1910年6月30日下水，至1912年5月1日投入舰队服役。该舰在六座双联装炮塔中装备有十二门305毫米50倍径速射炮，最高航速为21.2節（39.3每小時）。奥尔登堡号在服役生涯的大部分时间都隶属于公海舰队的第一战列分舰队，包括第一次世界大战。
连同其姊妹舰黑尔戈兰号、东弗里斯兰号和图林根号一起，奥尔登堡号参加了一战期间于北海针对英国大舰队的主要舰队行动，其中包括1916年5月31日至6月1日爆发的日德兰海战，这是战争中最大规模的海战。该舰同样有在波罗的海实施针对俄国海军的行动，于1915年8月首次入侵里加湾时到场，但并未参与战斗。
1918年11月德国战败后，公海舰队的大部于和平谈判期间都被扣留至英国斯卡帕湾。然而，四艘黑尔戈兰级舰只却被允许留在德国，因而避免了舰队在斯卡帕湾的自沉。它们作为战争赔偿被割让予协约国；其中奥尔登堡号移交日本，日本后于1920年将该舰售予了一家英国拆船公司。至1921年，它在多德雷赫特拆解报废。

## 设计和概述
奥尔登堡号的全长为167.2米，舷宽28.5米，有8.94米的吃水深度，满载排水量达到24,700吨。它由三台四缸直立三胀往复式蒸汽机提供动力，其中每台独立驱动一副四叶螺旋桨；共由15台水管锅炉供应蒸汽。发动机的额定功率为20,594千瓦特（27,617匹馬力），最高速度达21.2節（39.3每小時）。此外，图林根号还可贮存3,200吨燃煤，能够以10節（19每小時）的速度续航5,500海里（10,200）。1915年以后，随着锅炉经过煤上喷油的增效改造，该舰还可额外携带最多197吨重油。舰只的船员编制为42名军官及1,027名士兵。
奥尔登堡号装备的主炮为分布在六座双联装炮塔中的十二门305毫米50倍径速射炮。其中舰艏、舰艉各一座，两边舷侧各两座。副炮系统则包括十四门安装在炮廓内的150毫米45倍径速射炮和十四门88毫米45倍径速射炮。1914年后，有两门88毫米炮被移除，并由两门88毫米高射炮取代。此外，舰只还武装有六具500毫米水下鱼雷发射管，其中舰艏、舰艉各一具，每边舷侧各两具。
奥尔登堡号的主装甲带在中央堡垒内有300毫米厚，采用克虏伯生产的渗碳装甲。其主炮炮塔在两侧和正面也由相同厚度的渗碳装甲覆盖，覆盖范围还包括支撑炮塔的炮座。装甲带上部和炮廓也有170毫米厚，甲板厚度则为63.5毫米。

## 服役历史

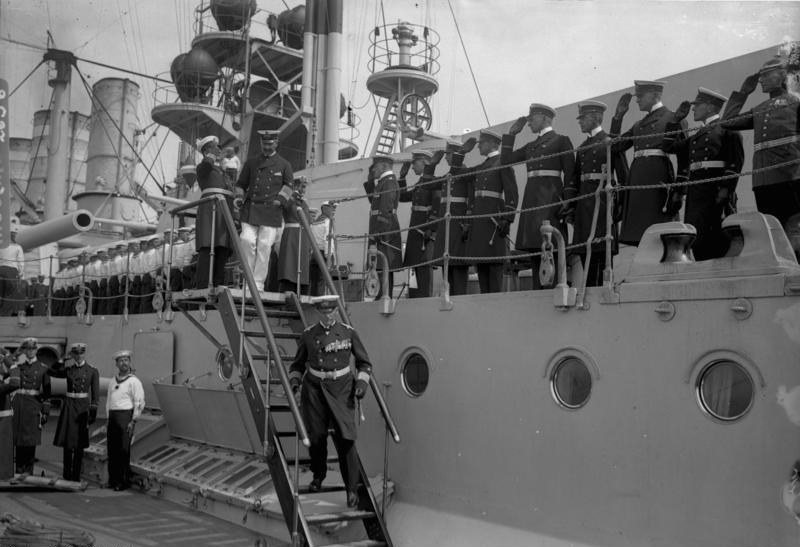
德皇威廉二世登舰视察奥尔登堡号，摄于1912-1914年间

奥尔登堡号战列舰是由德意志帝国海军以“伏里施乔夫代舰”（Ersatz Frithjof）作为合同代号进行订购，以替代已淘汰的岸防舰伏里施乔夫号。建造合同被授予但泽的希肖船厂，生产编号为828。其三艘姊妹舰均是在1908年订购，但由于预算限制，奥尔登堡号的订单被推迟至1909年。时任海军大臣的阿尔弗雷德·冯·提尔皮茨上将在1909年的预算批核之前便把合同发包至碩效，由船厂预先准备造舰材料。此举给外界造成的印象是，德国建造的战列舰比公开承认的要多，这在英国海军引发了恐慌。英国公众呼吁“八艘不多，时日无多”，于是在一年之内，英国即开建八艘新战列舰，进一步加剧了英德海軍造艦競賽的紧张局势。奥尔登堡号的工程于1909年3月1日展开，首先是进行龙骨架设，并在一年多以后、于1910年6月30日下水。在下水仪式上，末代奥尔登堡大公腓特烈·奧古斯特发表了演说，并由其女儿、即德皇次子艾特尔·腓特烈之妻索菲·夏洛特主持为舰只命名。舾装工作，包括上部结构的完善和武器的安装则移到基尔进行，于1911年8月完工。该舰以德国北部的奥尔登堡大公国命名，于1912年5月1日正式投入公海舰队服役，此时距离其开工仅三年多时间。
入役后，奥尔登堡号随即在波罗的海进行海试。1912年7月17日，它被部署至其三艘姊妹舰所在的公海舰队第一战列分舰队。然后，它先是进行了单舰训练，其次是跟随第一分舰队训练，以及11月的舰队演习。例行于7月－8月驶往挪威的年度夏季巡航由于阿加迪尔危机而中断。因此，巡航只是进入了波罗的海。在其后两年的和平时期，奥尔登堡号和舰队余部一样，都在重复单舰、分舰队以及全体舰队训练的循环模式。
1914年，尽管奥地利大公弗朗茨·斐迪南遇刺后的国际局势日益紧张，公海舰队驶往挪威的年度夏季巡航仍如期于7月14日启动。在帝国海军于和平时期的最后一次巡航期间，舰队于7月25日进入挪威峡湾前先在斯卡恩进行了演习。翌日，随着奥匈帝国对塞尔维亚下达最后通牒，舰队被迫返回德国。7月27日，整支舰队在斯屈德内斯角集结，然后返港，并在那里维持高度戒备状态。奥匈帝国与塞尔维亚之间的战争于28日爆发，在一周的时间里，所有的欧洲大国都加入了这场冲突。至7月29日，奥尔登堡号及第一分舰队余部都已返抵威廉港。

### 第一次世界大战

公海舰队于1914年12月16日清晨、即突袭斯卡布罗、哈特尔浦及惠特比时的部署

奥尔登堡号参加了公海舰队进入北海的第一次出击，这发生于1914年11月2－3日，然而在行动中没有遇到英国军队。第二次行动随后发生于12月15－16日。这次出击源自公海舰队总司令、海军上将腓特烈·冯·英格诺尔的战略选择：即利用海军少将弗朗茨·冯·希佩尔辖下第一侦察集群的大巡洋舰袭扰英国沿岸城镇，以诱使英国大舰队分出部分兵力出动，进而被埋伏一旁的公海舰队主力歼灭。12月15日清晨，舰队离开港口突袭斯卡布罗、哈特尔浦及惠特比。当天傍晚，约十二艘德国无畏舰——包括奥尔登堡号及其三艘姊妹舰，连同八艘前无畏舰，来到距离英国一个孤立分舰队的六艘战列舰约10海里（19）范围内。然而，与对方驱逐舰之间在黑暗中的零星冲突使得英格诺尔误判自己面对的是整个大舰队主力。根据德皇威廉二世的命令，为避免不必要的冒险，英格诺尔中断了交战并将舰队撤回德国。
在1915年1月24日发生的多格尔沙洲海战中，英国海军中将戴维·贝蒂率领的第1和第2战列巡洋分舰队伏击了德方第一侦察集群的大巡洋舰。奥尔登堡号及第一战列分舰队余部遂受命出击，以增援寡不敌众的己方大巡洋舰。它们连同第二分舰队的前无畏舰于欧洲中部时间12:33离开港口。然而为时已晚，它们未能找到任何英军。至19:05，舰队已经返回威廉港外围的希利希。在此期间，大巡洋舰布吕歇尔号因无法抵御英军的密集炮火而被击沉，而塞德利茨号也因弹药库被击穿所引发的大火而严重受损。结果，德皇威廉二世解除了英格诺尔的职务，并于2月2日由海军上将胡戈·冯·波尔接任公海舰队总司令。
第一分舰队的八艘战列舰于1915年2月22日进入波罗的海进行部队训练，并一直持续至3月13日。返回北海后，这些舰只又先后在3月29－30日、4月17－18日、4月21－22日、5月17－18日以及5月29－30日参与了一系列波澜不惊的舰队出击。在此期间，舰队基本都处于非活动状态，直至8月4日，第一分舰队才返回波罗的海进行另一轮的训练演习。它们从那里直接加入了一支特遣部队，试图于1915年8月歼灭驻守在里加湾的俄国海军。受希佩尔指挥的这支德国特遣区舰队由第一分舰队的八艘战列舰、大巡洋舰塞德利茨号、毛奇号和冯·德·坦恩号、几艘小巡洋舰、三十二艘驱逐舰和十三艘扫雷艇所组成。行动计划要求扫荡俄国雷区的通道，以便歼灭包括前无畏舰光荣号在内的俄国海军驻扎力量。然后，德国人会布设自己的雷区，以阻止俄国舰船返回海湾。图林根号连同舰队大部分的大型舰只在整个行动期间都停留在湾区之外。无畏舰拿骚号和波森号于8月16日离队，以护送扫雷艇并袭击光荣号——尽管它们未能击沉这艘旧舰。三天后，俄国雷区已被清除完毕，区舰队于8月19日进入海湾，但协约国潜艇在该水域出没的报告则促使德国于次日从里加湾撤军。至8月26日，第一分舰队返抵威廉港。
在10月23－24日，波尔上将指挥了在其任内的最后一次舰队重大进攻行动，同样以未能与英军取得任何接触而告终。至1916年1月，肝细胞癌的侵袭使他无法继续再履行职责，他的公海舰队指挥权被海军上将赖因哈德·舍尔所取代。舍尔提出了一个更具侵略性的政策，旨在与大舰队正面对抗；该策略于2月获得了德皇的批准。舍尔的首个行动是在3月5－7日进入北海的扫荡，随后在3月21－22日和25－26日又再进行了两次。在舍尔的下一项行动期间，图林根号号受命对1916年4月24日炮击英格兰海岸的第一侦察集群提供支援。第一集群的大巡洋舰群于10:55离开亚德湾，公海舰队余部则在13:40后跟随。在前行途中，大巡洋舰塞德利茨号不慎触雷而被迫返航。其余大巡洋舰则在没有遭遇任何抵抗的情况下炮击了洛斯托夫特，但在接近雅茅斯时则遇到了哈维奇部队的英国巡洋舰。双方遂进行了短暂的交火，直至哈维奇部队离开。随后，英国潜艇在该地区出没的报告促使第一侦察集群撤退。与此同时，舍尔也收到了大舰队从斯卡帕湾基地出动的警告，遂撤回至更为安全的德国水域。

#### 日德兰海战

1916年5月31日-6月1日的示意图，蓝色为英国舰队，红色为德国舰队

奥尔登堡号作为公海舰队的一份子参加了在1916年5月31日至6月1日爆发的日德兰海战。德国舰队再次试图吸引及牵扯大舰队的一部分，并在英国舰队主力可能报复之前将其摧毁。在行动期间，奥尔登堡号是第一分舰队第一支队的第4艘舰以及全体战列线中的第12艘舰，直接位列姊妹舰黑尔戈兰号的正后方和波森号之前。第一分舰队处于全体队形的中部，落后于第三战列分舰队的8艘国王级和皇帝级战列舰，而殿后部队则由6艘年迈的前无畏舰组成的第二战列分舰队第三、第四支队担当。
在16:00前不久，第一侦察集群的大巡洋舰遭遇了由戴维·贝蒂指挥的第1战列巡洋分舰队，双方旋即展开炮战，其中英国的不倦号在17:00过后、以及玛丽皇后号在不足一个半小时后均被摧毁。与此同时，德国的大巡洋舰为了将英国舰只引向公海舰队的主力而向南航行。至17:30，领头的德国战列舰国王号发现第一侦察群和敌方第1战列巡洋分舰队正在接近。德国战列巡洋舰立即转舵向右、而英国舰只则转舵向左航行。在17:45，舍尔下令向左转舵2点以使其舰只靠近英国战列巡洋舰，并于一分钟后下达了开火的命令。
起初，奥尔登堡号因距离太远，无法有效地与任何英国舰只交火。在18点30分前不久，德国的战列线遇到了英国驱逐舰涅斯托耳号和游牧民号，这两艘驱逐舰在早前的战斗中已被击至失效，并直接瘫痪在公海舰队前进的线路上。海军历史学家约翰·坎贝尔指出，“图林根号与黑尔戈兰号，可能还有奥尔登堡号和波森号，同时以其主炮及副炮攻击涅斯托尔号”。该舰伴随着数次大爆炸而覆灭，于18:35沉没；其大部分船员被德国鱼雷艇救起。19:15刚过，英国的无畏舰厌战号进入射程；它是奥尔登堡号能够与之交战的第一艘主力舰。在舍尔为脱离英国舰队而下令全体转向180度时，它短暂地发射了305毫米口径炮。奥尔登堡号声称曾跨射命中厌战号，尽管其炮手很难在越来越浓的烟雾中辨认出英国战列舰的身份。同时根据一些出版物声称，奥尔登堡号的射击时间记录并不可靠，其所宣称的17500米－14200米的射击距离也与德军其他军舰的情况不符。
在23:30左右，公海舰队完成夜间巡航编队的重组。奥尔登堡号此时成为第5艘舰，位居24艘主力舰的前部。大约在01:10，德国战列线遇到了英国第4驱逐区舰队的六艘驱逐舰。奥尔登堡号遂近距离向包括幸运号和鼠海豚号在内的几艘驱逐舰开火。幸运号也用其4英寸（100）炮击中了奥尔登堡号。炮弹砸中了舰桥上方的前探照灯，造成严重伤亡。负责指挥88毫米口径炮的枪炮官和舰桥上的另外三名军官阵亡；舵手失去了操舵能力，舰长赫普夫纳上校亦负伤。奥尔登堡号一度无人掌舵，面临撞上波森号和黑尔戈兰号的危险，直到舰长赫普夫纳设法到达舵轮并控制了舰只。奥尔登堡号和其他几艘战列舰随后向炽热号发起攻击，使这艘驱逐舰沦为燃烧的残骸。在黑暗中，幸运号和炽热号被击沉，余下的四舰则四处逃散。
尽管夜间战斗激烈，公海舰队还是成功突破了英国的驱逐舰群，并于6月1日04:00抵达犄角礁。数小时后，德国舰队回到亚德湾；图林根号、黑尔戈兰号、拿骚号和威斯特法伦号负责在外围锚地组成防御阵位，而皇帝号、皇后号、柳特波德摄政王号和王储号则至威廉港的入口闸门处戒备。奥尔登堡号与其余七艘无畏舰进入威廉港——这些仍然处于作战状态的舰只需要在内港进行补给。在战斗过程中，图林根号共发射了53枚305毫米重炮、88枚150毫米炮和30枚88毫米炮。来自幸运号的命中是该舰在战斗行动中受到的唯一伤害，然而左舷的4号150毫米炮也因一次发射失败而炸膛，造成火炮及摇架损坏。奥尔登堡号的船员总共有8人阵亡、14人负伤。

#### 后续行动
日德兰海战后，奥尔登堡号奉命戍守德意志湾。从1916年6月30日至7月15日，其在日德兰造成的损伤得以迅速在威廉港完成修复。至8月18日，舍尔上将计划复制5月31日的计划，试图利用此时仍然具备作战能力的的大巡洋舰毛奇号和冯·德坦恩号在三艘无畏舰的支援下，炮击桑德兰的沿岸城镇，进而诱歼贝蒂的战列巡洋舰。舰队余部，包括奥尔登堡号，则会尾随并提供掩护。英国情报部门在当天晚些时候向大舰队总司令約翰·傑利科通报了德国人的行动，他派出大舰队拦截德军。在接近英国海岸时，舍尔收到了来自齐柏林飞艇关于英国部队在该地区的错误报告，进而向北转移。结果炮击并未实施，并且至8月19日14:35，舍尔又收到了大舰队迫近的警告，他不愿意在难分伯仲的日德兰海战后仅11周便又与整个大舰队交战，于是下令全体舰队掉头撤回德国港口。
9月25－26日，奥尔登堡号和第一分舰队余部参加了由第二鱼雷艇首长指挥的一次行动，对泰尔斯海灵滩执行扫荡。舍尔于10月18－20日在多格尔沙洲方向则进行了另一次舰队行动，但同样未能找到任何英国军队。在1917年的大部分时间里，奥尔登堡号继续被派往德意志湾担当警戒值勤。在阿尔比恩行动、即对俄国控制的里加湾岛屿实施两栖攻击期间，奥尔登堡号及其三艘姊妹舰移动至丹尼斯海峡，以阻止任何英国企图干预的可能。10月28日，这四艘舰抵达普茨克湾，并于29日从那里驶至阿伦斯堡。整个行动于11月2日完成，东弗里斯兰号遂连同其姊妹舰返回北海。最后一次无果的舰队出击发生于1918年4月23－24日。舍尔本打算拦截一支前往挪威的英国护航船队，并摧毁其护航舰艇。在行动中，大巡洋舰毛奇号遭遇了机械故障，不得不被拖回港口。奥尔登堡号负责拖曳该舰，连同舰队主力一起返回德国，仅余希佩尔徒劳地搜寻护航船队。德国情报部门错误地将护航船队的日期估计为4月24日，经过数小时毫无结果的航行后，希佩尔也转向回港。至18:37，舰队已经抵达亚德湾外围，毛奇号也已完成简要修复，能够独力驶入港口。

### 结局
1918年10月下旬，即停战协定签署前两周，奥尔登堡号及其三艘姊妹舰参加了最终舰队行动。行动的设想是公海舰队的骨干将由威廉港基地出动寻找大舰队决战。舍尔作为舰队此时的海军大将，意图重创英国海军，以改善德国在和平谈判中的议价地位——尽管有预期的伤亡。然而，许多厌战的水兵却认为，这次行动将破坏和平进程并会延长战事。在1918年10月29日，舰队受命离开威廉港，并在亚德湾锚地集结，计划于次日清晨起航。从10月29日夜晚开始，图林根号的船员率先发动叛变，并迅速蔓延至其它多几艘战列舰。骚乱最终迫使希佩尔和舍尔最终取消了行动。当得知情况后，德皇威廉二世悲哀的表示：“我已不再拥有海军”。
随着德国于1918年11月投降，公海舰队最具现代化的主力舰在海军少将路德维希·冯·罗伊特的指挥下，被协约国扣留至斯卡帕湾的英国海军基地。而此时受海军上校赫尔曼·鲍尔指挥的奥尔登堡号连同第一分舰队余部则获准留在德国。6月21日上午，守备的英国舰队离开斯卡帕湾进行训练演习；罗伊特于11:20下达了全数凿沉己方舰只的命令。在短短数小时内，共有十艘战列舰及五艘大巡洋舰沉没于斯卡帕湾的浅海中。奥尔登堡号于1919年11月5日正式从海军序列中除籍，并退出服役。剩余八艘幸存战列舰的命运是通过《凡尔赛条约》确定的，条约规定这些舰只需要解除武装并作为战争赔偿割让予主要协约国的政府。1920年5月13日，奥尔登堡号以“M”为代号移交日本。但日本海军并不需要该舰，遂于1920年6月将其转售予一家英国拆船公司，至翌年在多德雷赫特拆解报废。